# Corpo da bexiga

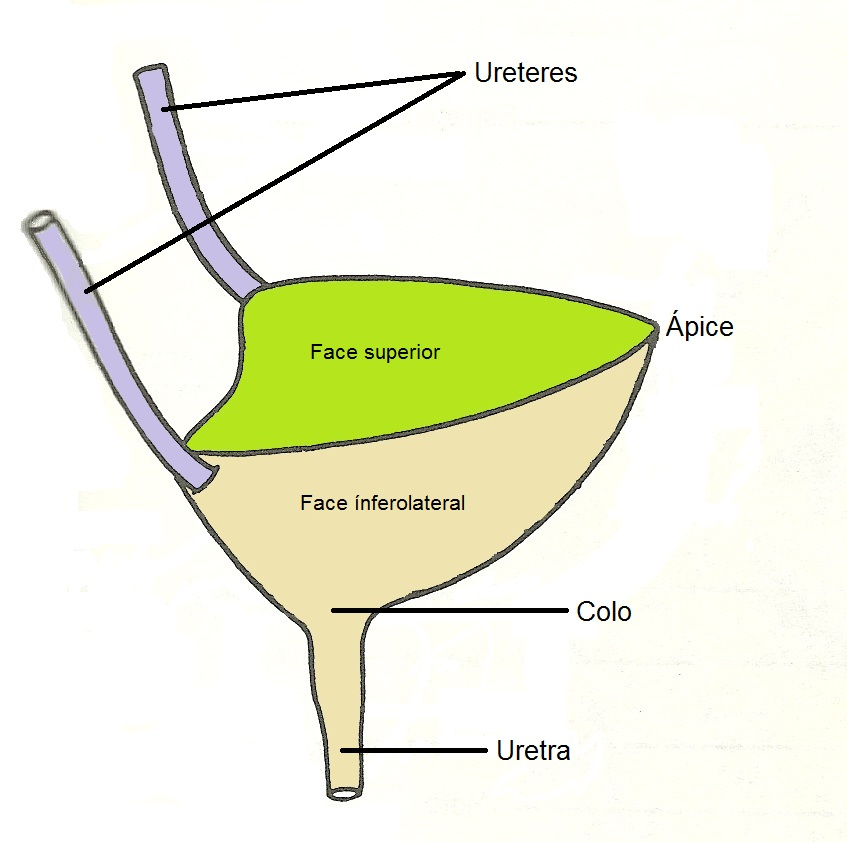
Esquema da bexiga urinária vazia em humanos

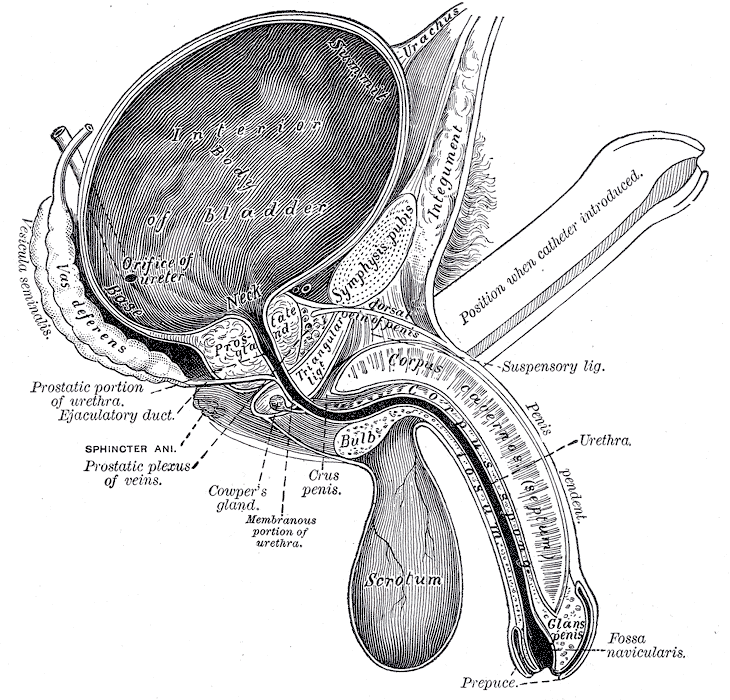
Secção transversal da bexiga urinária cheia (sexo masculino)

Em anatomia humana, o corpo da bexiga urinária, é a região entre o ápice e o fundo da bexiga. A bexiga vazia possui a forma de uma pirâmide triangular, formada por quatro faces: uma face superior, duas faces ínfero-laterais e uma face posterior. O corpo é, portanto, delimitado pela face superior e ínfero-laterais.